# Coniocompsa nabhitabhatai
Coniocompsa nabhitabhatai is een insect uit de familie van de dwerggaasvliegen (Coniopterygidae), die tot de orde netvleugeligen (Neuroptera) behoort. 
De wetenschappelijke naam Coniocompsa nabhitabhatai is voor het eerst geldig gepubliceerd door Sziráki in 2002.